# Роузі Еффіонг
Роузі Еффіонг (англ. Rosey Effiong; нар. 29 травня 2000) — американська легкоатлетка, яка спеціалізується на спринті.

## Спортивні досягнення
Чемпіонка світу зі змішаного естафетного бігу 4×400 метрів (2023).
Чемпіонка світу в приміщенні з естафетного бігу 4×400 метрів (2025). Фіналістка (6-е місце) чемпіонату світу в приміщенні з бігу на 400 метрів (2025).
Фіналістка (5-е місце) чемпіонату США з бігу на 400 метрів (2023).
Віцечемпіонка США в приміщенні з бігу на 400 метрів (2025).
Ексрекордсменка світу зі змішаного естафетного бігу 4×400 метрів — 3.08,80 (2023).